# Paul und Teddy
Paul und Teddy ist eine deutsche Filmkomödie von 1917 innerhalb der Stummfilmreihe Paulchen. Hauptdarsteller ist Paul Heidemann.

## Hintergrund
Bei dem Film handelt es sich um eine Verwechslungskomödie, in der Heidemann sowohl Teddy als auch Paul spielt. Der Stummfilm hat eine Länge von 993 Metern – was circa 54 Minuten entspricht – in drei Akten. Produziert wurde er von Oliver Film (Nr. 133). Paul und Teddy wurde von der Polizei Berlin unter der Nummer 41035 mit einem Jugendverbot belegt.
Eine Aufführung ist belegt für die U.T. (Union-Theater) Lichtspiele in Dresden, Waisenhausstraße 22, wo der Film am 21. Dezember 1917 gezeigt wurde.